# Arisaema filiforme
Arisaema filiforme är en kallaväxtart som först beskrevs av Caspar Georg Carl Reinwardt, och fick sitt nu gällande namn av Carl Ludwig von Blume. Arisaema filiforme ingår i släktet Arisaema och familjen kallaväxter. Inga underarter finns listade.

## Bildgalleri

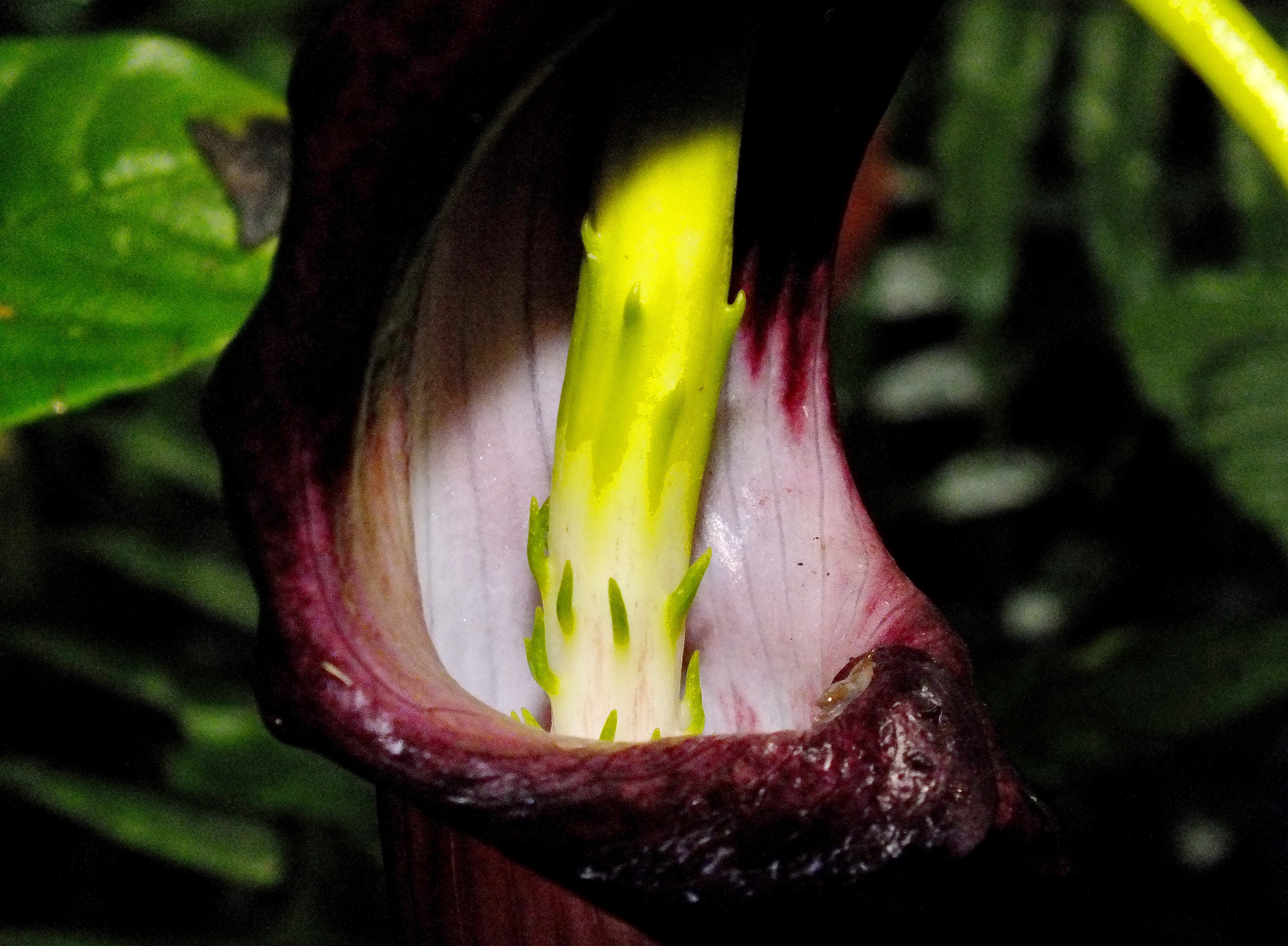
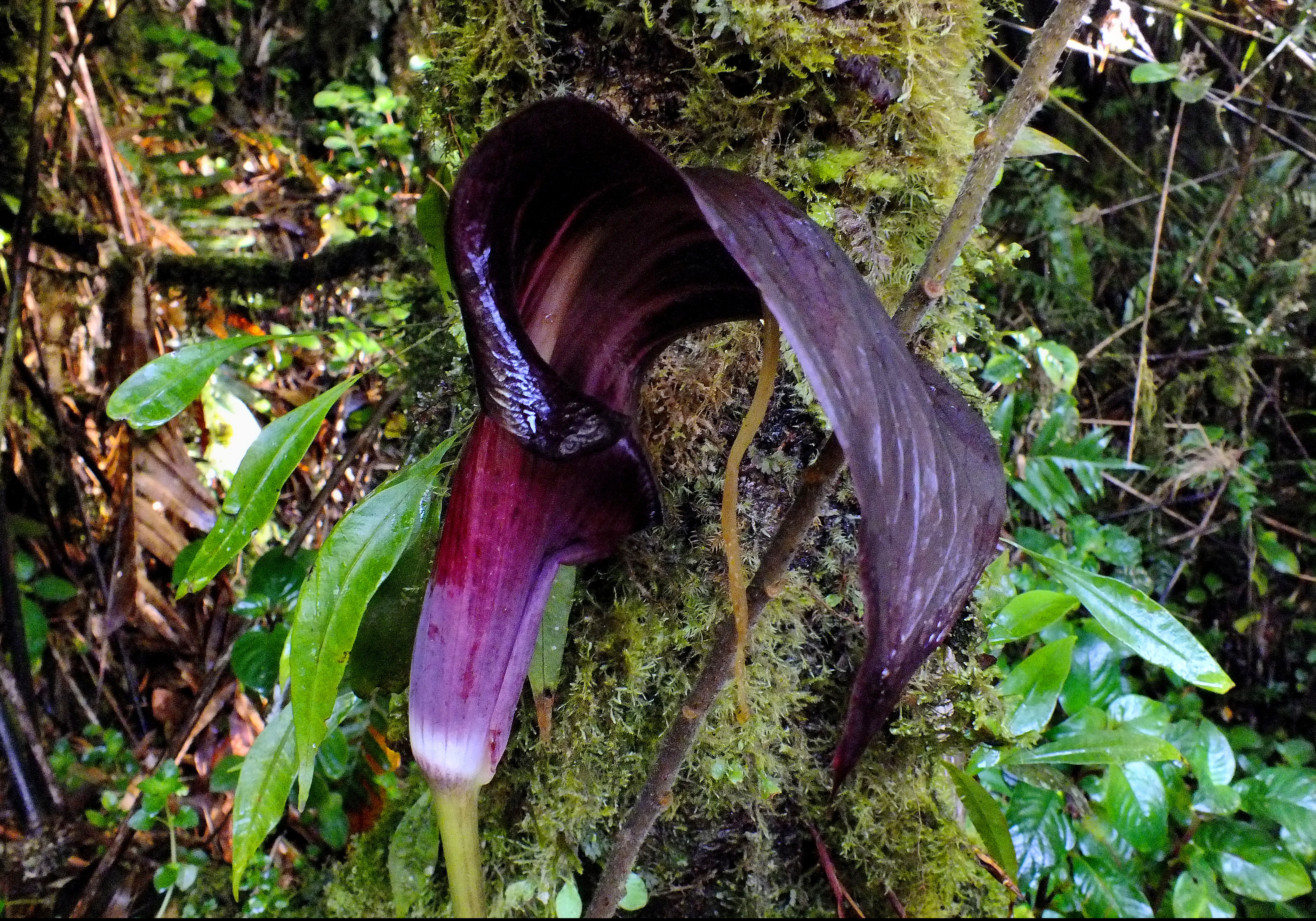